# Dianthus pseudobarbatus
Dianthus pseudobarbatus là loài thực vật có hoa thuộc họ Cẩm chướng. Loài này được Bess. ex Ledeb. mô tả khoa học đầu tiên.